# Dorsolaterale prefrontale cortex
De dorsolaterale prefrontale cortex (DLPFC)  of cortex praefrontalis dorsolateralis vormt het bovenste en buitenste  deel van  de prefrontale schors.

## Algemeen
Het gebied  komt globaal overeen met brodmanngebieden 9 en 46. De bloedvoorziening is vooral afhankelijk van de arteria cerebri media. De DLPFC heeft vele verbindingen met de nabijgelegen cortex orbitofrontalis, maar ook met verder weg gelegen gebieden in de hersenen, zoals de cortex parietalis posterior, de thalamus (de dorsomediale kern), basale kernen (nucleus caudatus) en hippocampus. Er zijn vele afferente  banen vanuit gebieden waarnaar de zintuigen projecteren, zoals het visuele gebied, de gehoors- en tastgebieden. Het is een gebied waarnaar neurotransmittersystemen projecteren, zoals het systeem dat dopamine produceert. De myelinisatie (vorming van witte stof) in de hersenen is in de prefrontale schors het laatst voltooid.

## Functie
De DLPFC wordt verantwoordelijk geacht voor planning en hoger aspecten van gecontroleerd gedrag, zoals executieve functies,  het ‘monitoren’ van gedrag, en het onderdrukken van ongewenst gedrag en motoriek. De DLPFC functioneert niet in isolement, maar maakt deel uit van grootschalige netwerken in de hersenen zoals het centraal-executief netwerk, waarbij het processen coördineert als onder andere als het werkgeheugen en selectieve aandacht. Laesies van de DLPFC kunnen  gepaard gaan met het dysexecutieve syndroom, en leiden tot een verminderde regulatie van emoties, denken en plannen van gedrag.  Anatomische veranderingen in de DLPFC bij het ouder worden (zoals o.a. verlies aan volume van grijze stof en witte stof) liggen mogelijk ten grondslag aan vertraging van cognitieve functies bij ouderen en het minder goed functioneren van het werkgeheugen.